# Samuel J. Palmisano

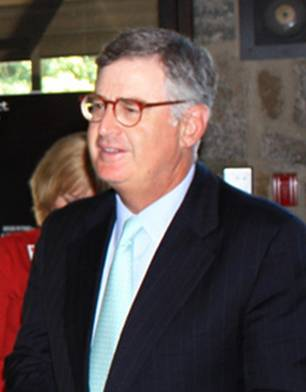
Samuel J. Palmisano (2009)

Samuel J. Palmisano (* 29. Juli 1951 in Baltimore, Maryland) ist ein US-amerikanischer Manager. Er war von 2002 bis 2011 Vorstandsvorsitzender des IT-Unternehmens IBM.

## Leben
Palmisano besuchte die Calvert-Hall-Highschool in Baltimore. Er machte seinen Bachelor-Abschluss in Geschichte an der Johns Hopkins University.
1973 begann Palmisano seine Arbeit bei IBM. Er wurde dort 2000 Präsident und COO. Im März 2002 wurde er mit der Funktion des CEO betraut, im Oktober 2002 wurde er mit Wirkung zum Januar 2003 zum Vorstandsvorsitzenden ernannt. Seit Januar 2006 sitzt er im Board of Directors von ExxonMobil.
In seiner Zeit als Vorstandsvorsitzender von IBM baute Palmisano den Computerhersteller zu einem Dienstleistungsunternehmen um. Das Geschäft mit PCs, Druckern und Festplatten wurde verkauft und dafür Software-Firmen gekauft und das Beratungs- und Servicegeschäft ausgebaut. Im Oktober 2011 trat er mit Wirkung zum Jahresende zurück und wechselte an die Spitze des Verwaltungsrats. Seine Nachfolge als CEO und Präsidentin trat zum 1. Januar 2012 Virginia Rometty an.
Im September 2005 wurde Palmisano vom Rensselaer Polytechnic Institute mit einem Ehrendoktor im Bereich Geisteswissenschaften ausgezeichnet. Von der London Business School wurde ihm im Juli 2006 die Ehrenmitgliedschaft verliehen. 2010 wurde er in die American Academy of Arts and Sciences gewählt.